# Lotta greco-romana ai Giochi della XVIII Olimpiade - Pesi leggeri
La competizione della categoria pesi leggeri (fino a 70 kg) di lotta greco-romana dei Giochi della XVIII Olimpiade si è svolta dal 16 al 19 ottobre 1964 alla Arena Nippon Budokan a Tokyo.

## Formato
Ad ogni incontro venivano assegnate le seguenti penalità:
- 0 = Al vincitore per schienata
- 1 = Al vincitore ai punti
- 2 = In caso di pareggio
- 3 = Allo sconfitto ai punti
- 4 = Allo sconfitto per schienata

Con sei penalità o più il lottatore veniva eliminato.

## Risultati
| Legenda                                  | Legenda |
| ---------------------------------------- | ------- |
| Lottatore con 6 penalità o più Eliminato |         |

### 1º Turno
Si è disputato il 16 ottobre
| Vincitore          | Pen. | Risultato  | Sconfitto          | Pen. |
| ------------------ | ---- | ---------- | ------------------ | ---- |
| James Burke        | 2    | = Parità = | Hossein Ebrahimian | 2    |
| Alejandro Echaniz  | 2    | = Parità = | Wahid Ullah Zaid   | 2    |
| Stevan Horvat      | 1    | Ai Punti   | Franz Berger       | 3    |
| Valeriu Bularcă    | 2    | = Parità = | Eero Tapio         | 2    |
| Dimitrios Savvas   | 1    | Ai Punti   | Kim Ik-Jong        | 3    |
| Tokuaki Fujita     | 0    | Schienata  | Raúl Romero        | 4    |
| Davit Gvantseladze | 1    | Ai Punti   | Franz Schmitt      | 3    |
| Rune Johnsson      | 1    | Ai Punti   | Kurt Madsen        | 3    |
| Kazım Ayvaz        | 1    | Ai Punti   | Mahmoud Ibrahim    | 3    |
| Ivan Ivanov        | 0    | Esentato   |                    |      |

### 2º Turno
Si è disputato il 17 ottobre
| Vincitore       | Pen. | Risultato | Sconfitto          | Pen. |
| --------------- | ---- | --------- | ------------------ | ---- |
| Ivan Ivanov     | 1    | Ai Punti  | James Burke        | 5    |
| Eero Tapio      | 2    | Schienata | Hossein Ebrahimian | 6    |
| Valeriu Bularcă | 3    | Ai Punti  | Kim Ik-Jong        | 6    |
| Tokuaki Fujita  | 1    | Ai Punti  | Dimitrios Savvas   | 4    |
| Rune Johnsson   | 1    | Schienata | Alejandro Echaniz  | 6    |
| Kurt Madsen     | 4    | Ai Punti  | Wahid Ullah Zaid   | 5    |
| Franz Schmitt   | 4    | Ai Punti  | Franz Berger       | 6    |
| Stevan Horvat   | 2    | Ai Punti  | Mahmoud Ibrahim    | 6    |
| Kazım Ayvaz     | 2    | Ai Punti  | Davit Gvantseladze | 4    |
|                 |      | Ritirato  | Raúl Romero        |      |

### 3º Turno
Si è disputato il 18 ottobre
| Vincitore          | Pen. | Risultato  | Sconfitto        | Pen. |
| ------------------ | ---- | ---------- | ---------------- | ---- |
| Eero Tapio         | 3    | Ai Punti   | Ivan Ivanov      | 4    |
| Valeriu Bularcă    | 3    | Squalifica | James Burke      | 9    |
| Rune Johnsson      | 3    | = Parità = | Dimitrios Savvas | 6    |
| Tokuaki Fujita     | 2    | Ai Punti   | Kurt Madsen      | 7    |
| Franz Schmitt      | 4    | Schienata  | Wahid Ullah Zaid | 9    |
| Davit Gvantseladze | 5    | Ai Punti   | Stevan Horvat    | 5    |
| Kazım Ayvaz        | 2    | Esentato   |                  |      |

### 4º Turno
Si è disputato il 19 ottobre
| Vincitore          | Pen. | Risultato  | Sconfitto     | Pen. |
| ------------------ | ---- | ---------- | ------------- | ---- |
| Kazım Ayvaz        | 3    | Ai Punti   | Ivan Ivanov   | 7    |
| Tokuaki Fujita     | 4    | = Parità = | Eero Tapio    | 5    |
| Valeriu Bularcă    | 4    | Ai Punti   | Rune Johnsson | 6    |
| Stevan Horvat      | 5    | Schienata  | Franz Schmitt | 8    |
| Davit Gvantseladze | 5    | Esentato   |               |      |

### 5º Turno
Si è disputato il 19 ottobre
| Vincitore          | Pen. | Risultato  | Sconfitto       | Pen. |
| ------------------ | ---- | ---------- | --------------- | ---- |
| Davit Gvantseladze | 6    | Ai Punti   | Eero Tapio      | 8    |
| Kazım Ayvaz        | 5    | = Parità = | Valeriu Bularcă | 6    |
| Stevan Horvat      | 7    | = Parità = | Tokuaki Fujita  | 6    |

### Turno Finale per il 2º posto
Si è disputato il 19 ottobre
| Vincitore          | Pen. | Risultato  | Sconfitto          | Pen. |
| ------------------ | ---- | ---------- | ------------------ | ---- |
| Valeriu Bularcă    |      | Ai Punti   | Davit Gvantseladze |      |
| Davit Gvantseladze |      | Ai Punti   | Tokuaki Fujita     |      |
| Valeriu Bularcă    |      | = Parità = | Tokuaki Fujita     |      |

## Classifica finale
| Pos.    | Atleta             | Nazione          |
| ------- | ------------------ | ---------------- |
| Oro     | Kazım Ayvaz        | Turchia          |
| Argento | Valeriu Bularcă    | Romania          |
| Bronzo  | Davit Gvantseladze | Unione Sovietica |
| 4       | Tokuaki Fujita     | Giappone         |
| 5       | Stevan Horvat      | Jugoslavia       |
| 6       | Eero Tapio         | Finlandia        |
| 7       | Rune Johnsson      | Svezia           |
| 8       | Ivan Ivanov        | Bulgaria         |
| 9       | Franz Schmitt      | Germania         |
| 10      | Dimitrios Savvas   | Grecia           |
| 11      | Kurt Madsen        | Danimarca        |
| 12      | Wahid Ullah Zaid   | Afghanistan      |
| 12      | James Burke        | Stati Uniti      |
| 14      | Franz Berger       | Austria          |
| 14      | Mahmoud Ibrahim    | Rep. Araba Unita |
| 14      | Hossein Ebrahimian | Iran             |
| 14      | Kim Ik-Jong        | Corea del Sud    |
| 14      | Alejandro Echaniz  | Messico          |
| 19      | Raúl Romero        | Argentina        |